# Klokotnica (Bulgarie)
Pour les articles homonymes, voir Klokotnica.
Klokotnica (en bulgare : Клокотница, en aroumain : Clocotniţa, signifiant la « bouillonnante ») est un village du sud de la Bulgarie situé dans l'oblast de Khaskovo, près d'Haskovo, sur la route qui relie cette ville à Plovdiv au nord-ouest.
Là, le 9 mars 1230, eut lieu la bataille de Klokotnica qui vit la victoire décisive du Second Empire bulgare sur le despotat d'Épire.  